# Jan Nuyts (politicus)
Jan Nuyts (Arendonk, 15 september 1924 - Turnhout, 19 november 2011) was een Belgisch politicus voor de CVP. 

## Levensloop
Hij groeide op in de Arendonkse Hoek. Hij behaalde de diploma's van maatschappelijk assistent en doctor in de rechten. Beroepshalve was hij bediende in het familiebedrijf 'Eierhandel Nuyts'.
Nuyts was gemeenteraadslid van 1959 tot 1994, schepen van 1965 tot 1970 en nadien burgemeester tot eind 1988 in Oud-Turnhout. Hij was tevens actief in de kerkfabriek en was dirigent van het kerkkoor. Hij heeft zich steeds verzet tegen de mogelijke gemeentelijke fusie met Turnhout. Onder voorwaarde van enkele toegevingen bleef Oud-Turnhout zelfstandig. De wijk Kijkverdriet kwam bij Ravels en Schoonbroek bij Retie. Hierdoor verminderde de oppervlakte van de gemeente met 4.774 ha en 1.038 inwoners.
Hij overleed in het WZC Sint-Petrus te Turnhout. De uitvaartplechtigheid vond plaats in de Sint-Bavokerk te Oud-Turnhout.